# Verein für Leibesübungen Wolfsburg 2012-2013 (femminile)
Questa voce raccoglie le informazioni riguardanti la squadra femminile del Verein für Leibesübungen Wolfsburg nelle competizioni ufficiali della stagione 2012-2013.

## Divise e sponsor
La grafica adottata era la stessa del Wolfsburg maschile. Il main sponsor era l'azienda proprietaria della società, la casa automobilistica Volkswagen tramite l'iconico marchio VW stampato sulla parte anteriore della maglietta, mentre quello tecnico, fornitore delle tenute di gioco, era Adidas.
| Casa | Trasferta |

## Organigramma societario
Come da sito federazione tedesca
Area tecnica
- Allenatore: Ralf Kellermann
- Vice allenatore: Frank Pichatzek
- Vice allenatore: Mark Oliver Stricker
- Preparatore dei portieri: Fabian Lucas

## Rosa
Rosa, ruoli e numeri di maglia come da sito federazione tedesca.
| N. |                     | Ruolo | Calciatrice      |
| -- | ------------------- | ----- | ---------------- |
| 1  | Germania (bandiera) | P     | Alisa Vetterlein |
| 2  | Germania (bandiera) | D     | Luisa Wensing    |
| 3  | Ungheria (bandiera) | C     | Zsanett Jakabfi  |
| 5  | Germania (bandiera) | D     | Johanna Tietge   |
| 6  | Germania (bandiera) | D     | Maren Tetzlaff   |
| 7  | Germania (bandiera) | C     | Viola Odebrecht  |
| 8  | Germania (bandiera) | C     | Eve Chandraratne |
| 9  | Germania (bandiera) | C     | Anna Blässe      |
| 10 | Germania (bandiera) | C     | Selina Wagner    |
| 11 | Germania (bandiera) | C     | Melissa Thiem    |
| 11 | Germania (bandiera) | A     | Alexandra Popp   |
| 12 | Germania (bandiera) | P     | Jana Burmeister  |
| 13 | Germania (bandiera) | C     | Nadine Keßler    |
| 14 | Germania (bandiera) | C     | Lina Magull      |
| 15 | Germania (bandiera) | C     | Annabel Jäger    |

| N. |                          | Ruolo | Calciatrice       |
| -- | ------------------------ | ----- | ----------------- |
| 16 | Nuova Zelanda (bandiera) | D     | Rebecca Smith     |
| 17 | Germania (bandiera)      | D     | Laura Vetterlein  |
| 17 | Germania (bandiera)      | D     | Sahra Freimuth    |
| 18 | Germania (bandiera)      | C     | Ivonne Hartmann   |
| 20 | Germania (bandiera)      | D     | Stephanie Bunte   |
| 21 | Germania (bandiera)      | C     | Carolin Simon     |
| 22 | Germania (bandiera)      | D     | Verena Faißt      |
| 23 | Germania (bandiera)      | C     | Navina Omilade    |
| 25 | Germania (bandiera)      | A     | Martina Müller    |
| 26 | Germania (bandiera)      | A     | Conny Pohlers     |
| 27 | Germania (bandiera)      | D     | Josephine Henning |
| 28 | Germania (bandiera)      | C     | Lena Goeßling     |
| 29 | Germania (bandiera)      | P     | Merle Frohms      |
| 30 | Germania (bandiera)      | P     | Manon Klett       |
|    | Germania (bandiera)      | D     | Selina Wagner     |

## Calciomercato

### Sessione estiva
| Acquisti | Acquisti        | Acquisti                                    | Acquisti   |
| R.       | Nome            | da                                          | Modalità   |
| -------- | --------------- | ------------------------------------------- | ---------- |
| D        | Luisa Wensing   | Template:Calcio femminile FCR 2011 Duisburg | definitivo |
| C        | Annabel Jäger   | Gütersloh                                   | definitivo |
| C        | Lina Magull     | Gütersloh                                   | definitivo |
| C        | Viola Odebrecht | Turbine Potsdam                             | definitivo |
| C        | Carolin Simon   | Amburgo                                     | definitivo |
| A        | Alexandra Popp  | Template:Calcio femminile FCR 2011 Duisburg | definitivo |

| Cessioni | Cessioni         | Cessioni     | Cessioni                       |
| R.       | Nome             | a            | Modalità                       |
| -------- | ---------------- | ------------ | ------------------------------ |
| C        | Nathalie Bock    | Cloppenburg  | definitivo                     |
| C        | Franziska Fiebig | Wolfsburg II | aggregata alla squadra riserve |
| C        | Leni Kaurin      | Ottawa Fury  | definitivo                     |
| C        | Martina Moser    | Hoffenheim   | definitivo                     |
| C        | Andrea Wilkens   | Wolfsburg II | aggregata alla squadra riserve |

### Sessione invernale
| Acquisti | Acquisti | Acquisti | Acquisti |
| R.       | Nome     | da       | Modalità |
| -------- | -------- | -------- | -------- |
|          |          |          |          |

| Cessioni | Cessioni      | Cessioni         | Cessioni |
| R.       | Nome          | a                | Modalità |
| -------- | ------------- | ---------------- | -------- |
| C        | Carolin Simon | Bayer Leverkusen |          |

## Risultati

### Frauen-Bundesliga

#### Girone di andata
| Arbitro: | Derlin (Bad Schwartau) |

| |           |  |
| Faißt 11’ Popp 24’ Odebrecht 36’ Pohlers 44’, 53’, 85’ Goeßling 61’ (rig.) Müller 63’ Magull 66’ Wensing 84’ | Marcatori |  |

| Arbitro: | Müller-Schmäh (Potsdam) |

|                                 |           |  |
| Lotzen 9’ (rig.), 33’ Bürki 57’ | Marcatori |  |

| Arbitro: | Turac (Berlino) |

|                                                                   |           |  |
| Faißt 6’, 83’ Pohlers 10’ Keßler 17’ Popp 51’ Goeßling 54’ (rig.) | Marcatori |  |

| Arbitro: | Müller-Schmäh (Potsdam) |

|  |           |                             |
|  | Marcatori | 4’, 70’ Pohlers 48’ Jakabfi |

| Arbitro: | Söder (Ingolstadt) |

|                    |           |  |
| Goeßling 1’ (rig.) | Marcatori |  |

| Essen 14 ottobre 2012, ore 14:00 CET 6ª giornata | SGS Essen               | 0 – 0 referto | Wolfsburg | Stadion Essen (852 spett.)\| Arbitro: \| Baitinger (Friesenheim) \| |
| Arbitro:                                         | Baitinger (Friesenheim) |               |           |                                                                     |

| Arbitro: | Rafalski (Baunatal) |

|                                   |           |  |
| Pohlers 11’, 82’, 90’ Jakabfi 20’ | Marcatori |  |

| Arbitro: | Kurtes (Düsseldorf) |

|                                                                    |           |  |
| Müller 15’, 72’, 83’ Jakabfi 23’ Popp 25’, 45’ Goeßling 36’ (rig.) | Marcatori |  |

| Arbitro: | Biehl (Siesbach) |

|                                            |           |                                |
| Müller 10’ Jakabfi 29’ Keßler 42’ Popp 90’ | Marcatori | 3’ (aut.) Wensing 34’ Brétigny |

| Arbitro: | Baitinger (Friesenheim) |

|                 |           |           |
| Keßler 82’, 90’ | Marcatori | 44’ Evans |

| Arbitro: | Kurtes (Düsseldorf) |

|                                    |           |                     |
| Gregorius 26’ Okoyino da Mbabi 53’ | Marcatori | 8’ Popp 61’ Jakabfi |

#### Girone di ritorno
| Arbitro: | Söder (Ingolstadt) |

|  |           |                                 |
|  | Marcatori | 44’ Popp 61’ Pohlers 74’ Müller |

| Arbitro: | Müller-Schmäh (Potsdam) |

|                          |           |                    |
| Müller 38’ Odebrecht 42’ | Marcatori | 40’ (rig.) Baunach |

| Arbitro: | Elsner (Duisburg) |

|  |           |                                               |
|  | Marcatori | 25’, 72’, 80’, 88’ Popp 57’ Müller 63’ Keßler |

| Arbitro: | Rafalski (Baunatal) |

|                                               |           |                |
| Popp 9’ Jakabfi 11’ Odebrecht 68’ Pohlers 76’ | Marcatori | 54’ Schmutzler |

| Arbitro: | Biehl (Siesbach) |

|                  |           |                        |
| Maier 28’ (rig.) | Marcatori | 64’ Müller 90’ Pohlers |

| Arbitro: | Stolz (Pritzwalk) |

|                                                                   |           |  |
| Keßler 15’ Blässe 44’ Vetterlein 59’ Omilade 70’ Pohlers 77’, 79’ | Marcatori |  |

| Arbitro: | Stolz (Pritzwalk) |

|  |           |             |
|  | Marcatori | 58’ Pohlers |

| Arbitro: | Söder (Ingolstadt) |

|           |           |                                             |
| Knaak 18’ | Marcatori | 15’ Blässe 60’ Müller 72’ Keßler 84’ Magull |

| Arbitro: | Biehl (Siesbach) |

|                              |           |  |
| Garefrekes 15’ Bartusiak 50’ | Marcatori |  |

| Arbitro: | Baitinger (Friesenheim) |

|                         |           |  |
| Andonova 15’ Bremer 38’ | Marcatori |  |

| Arbitro: | Storch-Schäfer (Petersberg) |

|                                       |           |  |
| Müller 9’, 57’ Pohlers 64’ Keßler 73’ | Marcatori |  |

### DFB-Pokal
| Arbitro: | Derlin (Bad Schwartau) |

|                                                 |           |  |
| Odebrecht 11’ Magull 14’ Conny Pohlers 55’, 61’ | Marcatori |  |

| Arbitro: | Wozniak (Herne) |

|             |           |                                                                             |
| Banecki 43’ | Marcatori | 15’, 58’ Müller 18’ Keßler 32’, 59’ Pohlers 44’ Popp 51’ Jakabfi 86’ Magull |

| Arbitro: | Storch-Schäfer (Petersberg) |

|                              |           |  |
| Pohlers 51’, 53’ Jakabfi 80’ | Marcatori |  |

| Arbitro: | Söder (Ingolstadt) |

|  |           |                                                  |
|  | Marcatori | 20’ Popp 53’ Wensing 59’, 67’ Müller 72’ Pohlers |

| Arbitro: | Rafalski (Worms) |

|                             |           |                            |
| Müller 45’, 52’ Pohlers 55’ | Marcatori | 59’ Evans 62’ (rig.) Ōgimi |

### UEFA Women's Champions League
| Arbitro: | Rhona Daly |

|             |           |                                              |
| Chinasa 47’ | Marcatori | 22’, 46’ Müller 67’ Jakabfi 71’, 78’ Pohlers |

| Arbitro: | Zuzana Kováčová |

|                                                              |           |                |
| Pohlers 45+3’, 48’ Keßler 56’, 57’ Faißt 69’ Odebrecht 90+2’ | Marcatori | 35’ Tarczyńska |

| Arbitro: | Jana Adámková |

|                                       |           |           |
| Pohlers 31’, 81’ Jakabfi 40’ Popp 74’ | Marcatori | 22’ Haavi |

| Arbitro: | Silvia Tea Spinelli |

|              |           |            |
| Johansen 31’ | Marcatori | 33’ Müller |

| Arbitro: | Cristina Dorcioman |

|                    |           |                    |
| Popp 5’ Müller 32’ | Marcatori | 46’ (aut.) Henning |

| Arbitro: | Kirsi Heikkinen |

|  |           |                          |
|  | Marcatori | 71’ Pohlers 88’ Goeßling |

| Arbitro: | Kateryna Monzul' |

|  |           |                        |
|  | Marcatori | 29’ Pohlers 85’ Müller |

| Arbitro: | Silvia Tea Spinelli |

|                       |           |            |
| Wagner 14’ Keßler 61’ | Marcatori | 54’ Little |

| Arbitro: | Teodora Albon |

|                   |           |  |
| Müller 73’ (rig.) | Marcatori |  |

## Statistiche

### Statistiche di squadra
| Competizione         | Punti | In casa | In casa | In casa | In casa | In casa | In casa | In trasferta | In trasferta | In trasferta | In trasferta | In trasferta | In trasferta | Totale | Totale | Totale | Totale | Totale | Totale | DR  |
| Competizione         | Punti | G       | V       | N       | P       | Gf      | Gs      | G            | V            | N            | P            | Gf           | Gs           | G      | V      | N      | P      | Gf     | Gs     | DR  |
| -------------------- | ----- | ------- | ------- | ------- | ------- | ------- | ------- | ------------ | ------------ | ------------ | ------------ | ------------ | ------------ | ------ | ------ | ------ | ------ | ------ | ------ | --- |
| Frauen-Bundesliga    | 53    | 11      | 11      | 0       | 0       | 50      | 5       | 11           | 6            | 2            | 3            | 21           | 11           | 22     | 17     | 2      | 3      | 71     | 16     | +55 |
| DFB-Pokal der Frauen | -     | -       | -       | -       | -       | -       | -       | -            | -            | -            | -            | -            | -            | 5      | 5      | 0      | 0      | 23     | 3      | +20 |
| Champions League     | -     | -       | -       | -       | -       | -       | -       | -            | -            | -            | -            | -            | -            | 9      | 8      | 1      | 0      | 25     | 6      | +19 |
| Totale               | -     | -       | -       | -       | -       | -       | -       | -            | -            | -            | -            | -            | -            | 36     | 30     | 3      | 3      | 119    | 25     | +94 |

### Andamento in campionato
| Giornata  | 1 | 2 | 3 | 4 | 5 | 6 | 7 | 8 | 9 | 10 | 11 | 12 | 13 | 14 | 15 | 16 | 17 | 18 | 19 | 20 | 21 | 22 |
| --------- | - | - | - | - | - | - | - | - | - | -- | -- | -- | -- | -- | -- | -- | -- | -- | -- | -- | -- | -- |
| Luogo     | C | T | C | T | C | T | C | C | C | C  | T  | T  | C  | T  | C  | T  | C  | T  | T  | T  | T  | C  |
| Risultato | V | P | V | V | V | N | V | V | V | V  | N  | V  | V  | V  | V  | V  | V  | V  | V  | P  | P  | V  |
| Posizione | 1 | 4 | 3 | 1 | 1 | 1 | 1 | 1 | 1 | 1  | 1  | 1  | 1  | 1  | 1  | 1  | 1  | 1  | 1  | 1  | 1  | 1  |

Legenda:

Luogo: C = Casa; T = Trasferta. Risultato: V = Vittoria; N = Pareggio; P = Sconfitta.

### Statistiche delle giocatrici
| Giocatore       | Frauen-Bundesliga | Frauen-Bundesliga | Frauen-Bundesliga | Frauen-Bundesliga | DFB-Pokal der Frauen | DFB-Pokal der Frauen | DFB-Pokal der Frauen | DFB-Pokal der Frauen | Champions League | Champions League | Champions League | Champions League | Totale   | Totale | Totale      | Totale     |
| Giocatore       | Presenze          | Reti              | Ammonizioni       | Espulsioni        | Presenze             | Reti                 | Ammonizioni          | Espulsioni           | Presenze         | Reti             | Ammonizioni      | Espulsioni       | Presenze | Reti   | Ammonizioni | Espulsioni |
| --------------- | ----------------- | ----------------- | ----------------- | ----------------- | -------------------- | -------------------- | -------------------- | -------------------- | ---------------- | ---------------- | ---------------- | ---------------- | -------- | ------ | ----------- | ---------- |
| A. Blässe       | 18                | 2                 | 1                 | 0                 | 4                    | 0                    | 1                    | 0                    | 8                | 1                | 0                | 0                | 30       | 3      | 2           | 0          |
| S. Bunte        | 14                | 0                 | 0                 | 0                 | 3                    | 0                    | 0                    | 0                    | 2                | 0                | 0                | 0                | 19       | 0      | 0           | 0          |
| J. Burmeister   | 3                 | 0                 | 0                 | 0                 | 2                    | 0                    | 0                    | 0                    | 0                | 0                | 0                | 0                | 5        | 0      | 0           | 0          |
| E. Chandraratne | -                 | -                 | -                 | -                 | -                    | -                    | -                    | -                    | 0                | 0                | 0                | 0                | 0        | 0      | 0           | 0          |
| V. Faißt        | 22                | 3                 | 1                 | 0                 | 2                    | 0                    | 0                    | 0                    | 8                | 0                | 0                | 0                | 32       | 3      | 1           | 0          |
| S. Freimuth     | -                 | -                 | -                 | -                 | -                    | -                    | -                    | -                    | -                | -                | -                | -                | -        | -      | -           | -          |
| M. Frohms       | 1                 | 0                 | 0                 | 0                 | 0                    | 0                    | 0                    | 0                    | 0                | 0                | 0                | 0                | 1        | 0      | 0           | 0          |
| L. Goeßling     | 21                | 4                 | 2                 | 0                 | 4                    | 0                    | 0                    | 0                    | 9                | 1                | 1                | 0                | 34       | 5      | 3           | 0          |
| I. Hartmann     | 14                | 0                 | 0                 | 0                 | 4                    | 0                    | 0                    | 0                    | 5                | 0                | 0                | 0                | 23       | 0      | 0           | 0          |
| J. Henning      | 20                | 0                 | 0                 | 0                 | 4                    | 0                    | 1                    | 0                    | 9                | 0                | 0                | 0                | 33       | 0      | 1           | 0          |
| A. Jäger        | 2                 | 0                 | 0                 | 0                 | 1                    | 0                    | 0                    | 0                    | 1                | 0                | 0                | 0                | 4        | 0      | 0           | 0          |
| Z. Jakabfi      | 13                | 6                 | 1                 | 0                 | 4                    | 2                    | 1                    | 0                    | 7                | 2                | 0                | 0                | 24       | 10     | 2           | 0          |
| N. Keßler       | 18                | 8                 | 1                 | 0                 | 4                    | 1                    | 0                    | 0                    | 8                | 4                | 0                | 0                | 30       | 13     | 1           | 0          |
| M. Klett        | -                 | -                 | -                 | -                 | -                    | -                    | -                    | -                    | -                | -                | -                | -                | -        | -      | -           | -          |
| L. Magull       | 15                | 2                 | 1                 | 0                 | 5                    | 2                    | 0                    | 0                    | 8                | 0                | 1                | 0                | 28       | 4      | 2           | 0          |
| M. Müller       | 22                | 12                | 1                 | 0                 | 4                    | 6                    | 1                    | 0                    | 9                | 6                | 0                | 0                | 35       | 24     | 2           | 0          |
| V. Odebrecht    | 20                | 3                 | 0                 | 0                 | 4                    | 1                    | 0                    | 0                    | 7                | 1                | 2                | 0                | 31       | 5      | 2           | 0          |
| N. Omilade      | 9                 | 1                 | 0                 | 0                 | -                    | -                    | -                    | -                    | 2                | 0                | 0                | 0                | 11       | 1      | 0           | 0          |
| C. Pohlers      | 21                | 16                | 1                 | 0                 | 5                    | 8                    | 0                    | 0                    | 9                | 8                | 0                | 0                | 35       | 32     | 1           | 0          |
| A. Popp         | 21                | 12                | 2                 | 0                 | 3                    | 2                    | 0                    | 0                    | 8                | 2                | 2                | 0                | 32       | 16     | 4           | 0          |
| C. Simon        | -                 | -                 | -                 | -                 | 2                    | 0                    | 0                    | 0                    | -                | -                | -                | -                | 2        | 0      | 0           | 0          |
| R. Smith        | -                 | -                 | -                 | -                 | -                    | -                    | -                    | -                    | -                | -                | -                | -                | -        | -      | -           | -          |
| M. Tetzlaff     | 1                 | 0                 | 0                 | 0                 | 1                    | 0                    | 0                    | 0                    | -                | -                | -                | -                | 2        | 0      | 0           | 0          |
| M. Thiem        | -                 | -                 | -                 | -                 | -                    | -                    | -                    | -                    | -                | -                | -                | -                | -        | -      | -           | -          |
| J. Tietge       | 1                 | 0                 | 0                 | 0                 | 0                    | 0                    | 0                    | 0                    | 0                | 0                | 0                | 0                | 1        | 0      | 0           | 0          |
| L. Vetterlein   | 18                | 0                 | 0                 | 0                 | 3                    | -1                   | 0                    | 0                    | 9                | -6               | 0                | 0                | 30       | -7     | 0           | 0          |
| S. Wagner       | 6                 | 0                 | 0                 | 0                 | 1                    | 0                    | 0                    | 0                    | 3                | 1                | 0                | 0                | 10       | 1      | 0           | 0          |
| L. Wensing      | 21                | 1                 | 0                 | 0                 | 5                    | 1                    | 0                    | 0                    | 9                | 0                | 0                | 0                | 35       | 2      | 0           | 0          |